# Édith Côté
Pour les articles homonymes, voir Côté (homonymie).
Édith Côté est une infirmière et professeure québécoise née en 1947 et morte le 7 mars 2013. Elle est l'une des premières infirmières à obtenir un baccalauréat en sciences infirmières de l'Université Laval.

## Honneurs
- 2007 - Professeure émérite de l'Université Laval[2]
- 2008 - Insigne du mérite de l'Ordre des infirmières et infirmiers du Québec[3]